# Harry Reid
Harry Mason Reid (Searchlight, 2 dicembre 1939 – Henderson, 28 dicembre 2021) è stato un politico statunitense, senatore per lo stato del Nevada dal 1987 al 2017 e in precedenza membro della Camera dei Rappresentanti per lo stesso stato dal 1983 al 1987. Inoltre, Reid ha ricoperto la carica di Leader al Senato per il Partito Democratico dal 2005 fino al ritiro nel 2017.

## Biografia
Harry Mason Reid Jr. è nato nel 1939 a Searchlight, Nevada, terzo di quattro figli di Harry Reid, un minatore, e Inez Orena (Jaynes) Reid, una lavandaia in bordelli locali.  A quel tempo, Searchlight era una piccola città povera. Suo padre morì suicida nel 1972, all'età di 58 anni, quando Harry ne aveva 32. Sua nonna paterna era un'immigrata inglese da Darlaston, Staffordshire. La casa d'infanzia di Reid era una baracca senza servizi igienici interni, acqua calda o telefono.
Dal momento che Searchlight non aveva una scuola superiore, Reid si trasferì con i parenti a 64 km di distanza, a Henderson, in modo da poter frequentare la Basic High School, dove giocava anche a calcio ed era un pugile dilettante. Mentre era alla Basic High, incontrò il futuro governatore del Nevada Mike O'Callaghan, che era un insegnante proprio lì ed era anche  allenatore di boxe di Reid. Reid ha frequentato la Southern Utah University e si è laureato alla Utah State University nel 1961, in scienze politiche e storia. Ha anche studiato economia alla School of Commerce and Business Administration dello Utah State. Ha poi frequentato la George Washington University Law School mentre lavorava come agente di polizia per la polizia del Campidoglio degli Stati Uniti,  laureandosi in giurisprudenza nel 1964.
Eletto al Senato nel 1986, ha ricoperto l'incarico di whip del gruppo senatoriale democratico dal 1998 e, successivamente, di leader di minoranza democratica dal 2005 fino al 2007.
In seguito alla vittoria democratica alle elezioni di metà mandato del 2006 e al cambio di maggioranza nella camera alta, diventò leader di maggioranza, mantenendo l'incarico fino al 2016.

## Vita privata
Reid incontrò sua moglie, Landra Gould, al liceo. Gould proveniva da una famiglia ebrea e i suoi genitori si opposero alla relazione perché Reid non lo era. Allora i due giovani fuggirono nel 1959 quando erano al college. Hanno avuto cinque figli: una figlia e quattro maschi. Il figlio maggiore, Rory, è stato un commissario eletto per la Contea di Clark, Nevada, di cui è diventato presidente, e candidato democratico nel 2010 alle elezioni per il Governatore del Nevada. Un altro figlio, Josh Reid, cercò senza successo un ufficio municipale a Cottonwood Heights, nello Utah. Nei rapporti di divulgazione finanziaria del 2014, Reid ha riportato un patrimonio netto compreso tra $ 2,9 milioni e $ 9,3 milioni. La maggior parte del patrimonio netto di Reid era in titoli municipali e in diritti fondiari e minerari nel Nevada meridionale e in Arizona; un blind trust gestiva i beni liquidi di Reid e di sua moglie.
Reid viveva nella zona di Anthem a Henderson, Nevada. Era membro della chiesa mormone.